# Острови Фанді
Острови Фанді — група канадських островів у затоці Фанді вздовж південно-західного узбережжя Нью-Брансвіка, Канада, у провінційному графстві Шарлотт.
У цій групі є понад 25 островів, включаючи кілька парафій, в тому числі Вест-Айлс. Деякі з великих островів заселені цілий рік, тоді як на деяких менших островах можуть проживати сезонні жителі. Найбільшим з островів є Гранд-Манан, а другим і третім за величиною островами є острів Кампобелло та острів Дір відповідно. Острів Дір має свою берегову лінію не лише з затокою Фанді, а й із затокою Пассамакуодді на півночі. Менші острови розташовані уздовж великих островів, а також у межах затоки Пассамакуодді та уздовж материка Нью-Брансвік. Серед цих островів можна виділити наступні: острів Уайт-Хед (розташований біля південно-східного узбережжя Гранд-Манана), острови Макс і Пенделтон (обидва розташовані між островом Дір і материком Нью-Брансвік), острови Міністерс і Хоспітал (розташовані в затоці Пассамакуді).